# Lambeth

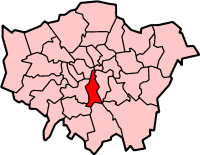
Localização do borough de Lambeth na Região de Londres

Lambeth é um borough da Região de Londres, na Inglaterra.
É onde se concentra a maior parte de lusófonos na Região de Londres, em cerca 50 mil pessoas, sendo quase 1/5 da população local.
Também foi onde nasceram o Lateral-Esquerdo Kieran Gibbs, conhecido por sua atuação no Arsenal Football Club, e o ator Tom Sturridge, que interpretaSonho/Morpheus na série televisiva The Sandman.[carece de fontes?]